# Umm Kulthum
Umm Kulthum (arabă: أم كلثوم‎ ʾUmm Kulṯūm; născută: فاطمة إبراهيم السيد البلتاجي Fātimah ʾIbrāhīm as-Sayyid al-Biltāǧī 30 decembrie 1898 – 9 februarie 1975) a fost o cântăreață egipteană, compozitoare și actriță. Născută la Tamay ez-Zahayra lângă El Senbellawein, este cunoscută ca „steaua estului” (kawkab el-sharq). La peste trei decenii de la moartea ei, este considerată ca fiind cea mai mare cântăreață din istoria muzicii arabe.

## Vezi și
- Listă de actori egipteni